# Museo del Transporte de Quilmes
El Museo del transporte Carlos Hillner y Decoud es un museo dedicado a exponer carruajes antiguos principalmente, además de otras cosas como objetos usados en la montura del caballo, o motos antiguas, ubicado en la localidad bonarense de Quilmes, teniendo algunas reliquias únicas.

## Nombre
Se lo bautizó como Museo del transporte por la exhibición de carruajes antiguos, siendo estos carruajes donados por Carlos Hillner y Decoud al igual que todo el predio. A este lugar también se lo conoce como El Dorado ya que en 1870, sobre la actual intersección de lo que hoy es Av. La Plata y Laprida en Quilmes, se construyó una importante residencia que era catalogada como una de una de las estancias más abarcativas de la zona. Esta propiedad pasó por varios dueños hasta que fue adquirida por la familia de apellido Dorado. Estos eran unos acaudalados comerciantes de origen boliviano. En el año 1927 Don Carlos Hillner y Decoud compró la estancia y la bautizó El Dorado, por sus anteriores dueños. Ese mismo año comenzó a construir las cocheras y las caballerizas, donde hoy está funcionando el museo mencionado.

## Donación
El predio del Museo del Transporte Carlos Hillner y Decoud fue legado con cargo de conservación y no desnaturalizacion al Gobierno de la Provincia de Buenos Aires, a mediados del siglo XX. En 1978 la propiedad pasó al fuero de la Municipalidad de Quilmes, estando la custodia del legado a cargo de sus herederos. Tal como lo señalara el reconocido historiador quilmeño Chalo Agnelli, Carlos Hillner "fue un hombre de una generosidad notable, filántropo por vocación, muchas instituciones quilmeñas fueron beneficiadas con sus donativos".

## Biografía de Don Carlos
Carlos Hillner Decoud nació el 14 de diciembre de 1880 en la Ciudad de Buenos Aires. Hijo de Heraclio Hillner de origen suizo y de Justa Petrona Egusquiza Decoud (Hija de Pedro Decoud y de Ramona Egusquiza). Sus primos hermanos, Jose Segundo Decoud Domecq, Héctor Francisco Decoud Domecq y Diogenes Decoud Domecq, nacidos en Asunción, Paraguay, compartieron su juventud durante la estancia de estos en Buenos Aires cultivando una fuerte amistad, en especial con Jose Segundo que pese a la diferencia de edad, ... solían tener interminables conversaciones sobre la historia política del Paraguay.
A los 15 años Carlos fue enviado a completar sus estudios en París y posteriormente en Inglaterra, donde se gradúa en el Real Colegio de Agricultura de Epswick en la ciudad de Suffolk en 1899, regresando a la República Argentina para hacerse cargo de la administración de estancias familiares en la Provincia de Entre Ríos, República Argentina y en el Departamento de Salto en la República Oriental del Uruguay.
Junto con Manuel María Decoud se dedicaron a la cría caballar en uno de los establecimientos que la familia Decoud poseía en Lujan, Provincia de Buenos Aires, dando lugar a uno de las más importantes crías de caballos pura sangre de carrera y de la raza hackney, el Haras Argentino.
Carlos integró los directorios de importantes firmas tales como Cervecería y Maltería Quilmes en sociedad con los hermanos Otto y Federico Bemberg, con quienes también fundaron Inmobiliara Quilmes y Estancia El Retiro, dedicada también a la cría caballar.
Poseedor de una simpatía natural y afable el ya entonces "Don Carlos", cultivo amistades en los más selectos círculos de la aristocracia y la intelectualidad de la época, siendo uno de sus más allegados amigos el Dr. Marcelo Torcuato de Alvear. Pese a su soltería, volcó su afecto paternal  en sus sobrinos Julio Argentino Decoud, Wilma Decoud y Rodolfo Sanllorenti a quienes guiaba en sus estudios, siendo su preferida Doña Wilma Decoud, con quien compartía una común afición por los caballos y que luego fuera continuada por su sobrino nieto.
A Don Carlos lo unía un fuerte lazo con la nación Paraguaya, con su historia, su cultura y en especial sus letras.. Don Carlos definía al Paraguay como  "geográficamente distante ,pero eternamente cercana a su corazón".
En 1957, aquejado de una enfermedad terminal Don Carlos convoca a sus herederos para comunicarles su decisión de legar en usufructo su residencia de Buenos Aires a la República del Paraguay con el cargo que la misma sea residencia permanente de los Jefes de Misión Diplomática de ese país y el establecimiento "El Dorado" (Quilmes, Pcia. de Buenos Aires) a la Provincia de Buenos Aires con el cargo que esta se destine como Colegio Agropecuario y que se preserve y se enriquezca en el tiempo su colección de carruajes, la que hoy en día está considerada como una de las valiosas de América Latina.
En 1961, Don Carlos fallece en su residencia de Buenos Aires, rodeado del afecto de su familia y de sus más cercanos colaboradores. Sus restos se encuentran en el Cementerio de Quilmes, como era su voluntad, ..." para no estar lejos de sus caballos".

## La estancia
Cuando Don Carlos compró la estancia esta abarcaba 40 hectáreas, la cual ya tenía caballerizas, dependencias para los peones y algunas habitaciones para húespedes y recreación. La construcción es de estilo inglés y fue obra del arquitecto Roberto Soto Acebal, tiene varios pórticos grandes de madera tallada, paredes de ladrillo a la vista y techos de tejas.
El lugar se podría decir que atesora una gran riqueza en ornamentos y el pabellón original fue ampliado allí por 1940 y se agregó la torre del reloj (campanario que no posee campanas). Entre la caballeriza y la sala de monturas se encuentra el pórtico que conserva la fecha en que se construyeron las instalaciones y el nombre de su inspirador. La mayoría de los insumos de la construcción fueron traídos de Europa. Don Carlos Hillner y Decoud aprovechó a adquirirlos en las demoliciones de grandes caballerizas que iban quedando de lado porque se comenzaba a usar en Europa el automóvil y ya no tanto los caballos.
La casa principal de Don Carlos Hillner y Decoud se encontraba donde hoy está el boliche EL BOSQUE. La casa del mayordomo y los peones es ahora la escuela AGROPECUARIA Nº 1 DE QUILMES que está en Av LAPRIDA y Av. LA PLATA.

## La colección

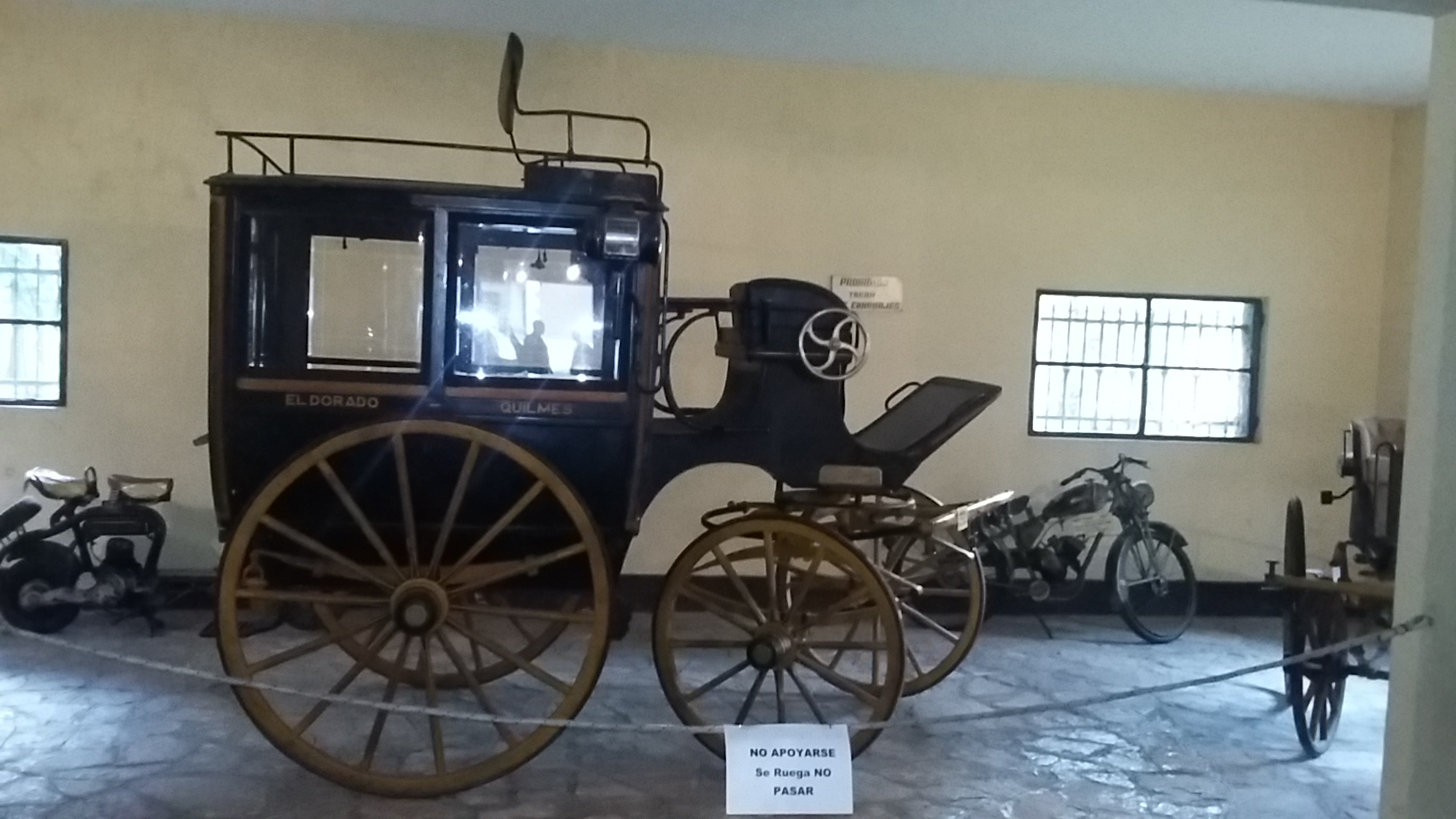
Primer Colectivo de Quilmes

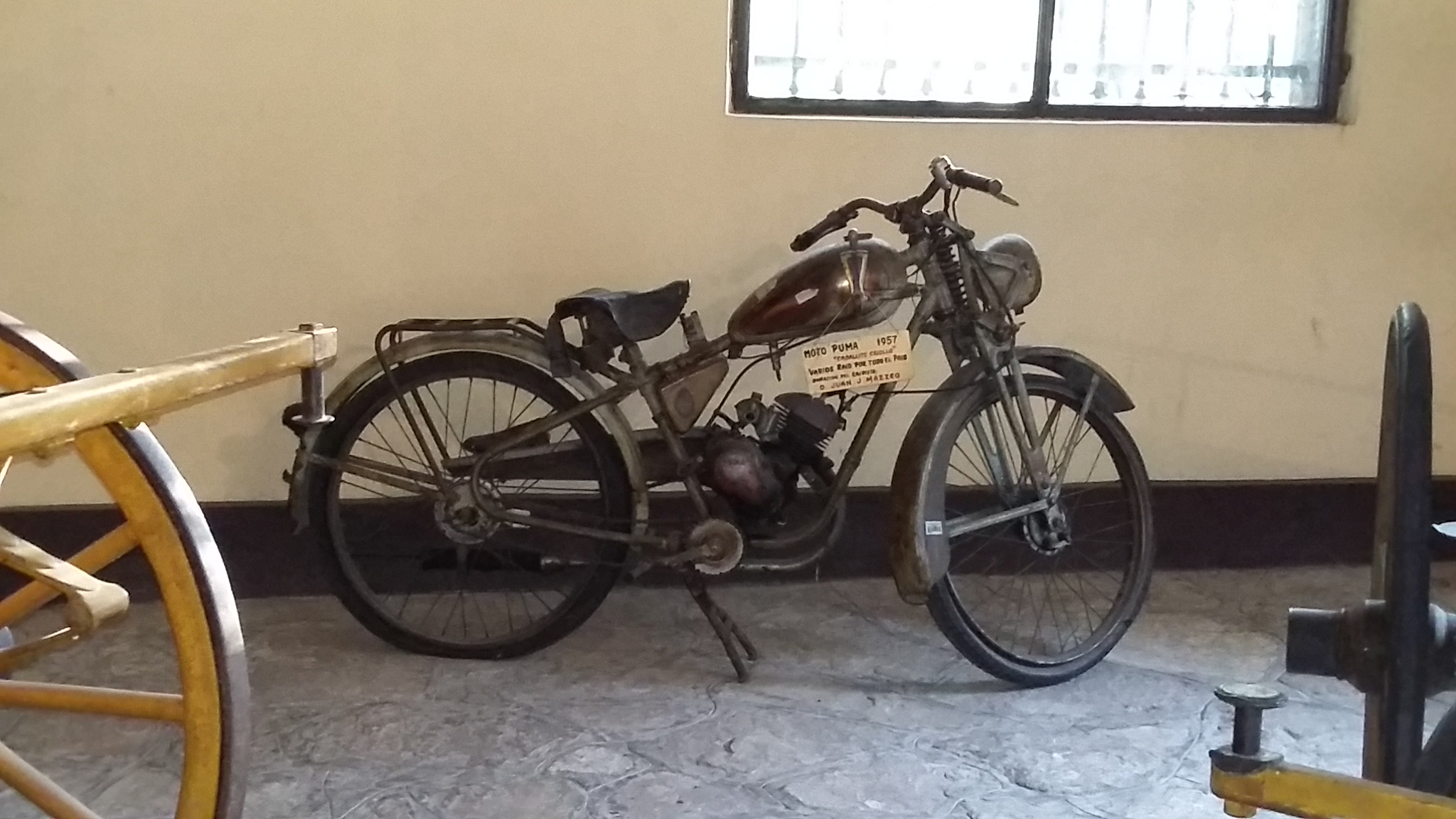
Moto Puma de 1957

El museo del transporte muestra una colección que está formada por carruajes que Hillner logró reunir, los cuales los adquirió en remates y de colecciones particulares de Inglaterra, Francia y Argentina, todos en perfecto estado de conservación y de puesta en valor por sus descendientes, en especial su sobrino nieto Marcelo E. Decoud.
La particularidad de los carruajes es que cuentan con todas sus piezas originales siendo la colección original de Don Carlos compuesta por 17 carruajes construidos entre 1860 y 1900, habiéndose incorporado luego una réplica de una chata cervecera, construida por el francés Christian Lagier y Marcelo Decoud. 
La colección tiene diferentes modelos, spiders, breaks,landau,diligencia, break de chasse,etc. Una de las piezas más importantes es un carruaje francés cuya particularidad el modo de atalar los caballos, en "tandem", es decir uno atrás del otro, estando el primer caballo libre solo con riendas y sin sujeción de varas.  
La colección cuenta con una sala de arneses, embocaduras y monturas originarios de Europa. Se destaca en la colección arneses fabricados por la casa Hermes de Paris a pedido de Don Carlos Decoud.

## La primera escuela de Quilmes Oeste
En 1883 es fundada la escuela N° 3, como una escuela común-rural y estaba ubicada en Gral. ACHA y Av. FELIPE AMOEDO, en la chacra de Antonio Novais.
En 1940 se traslada a la esquina de las Av. LA PLATA Y 12 DE OCTUBRE donada por Don Carlos Hillner y Decoud. Por eso esta escuela pasa a llamarse Don Carlos.

## Problemas
A mediados de diciembre de 2022 se anuncia públicamente la construcción de un Parque Acuático en el espacio verde del museo. La intendenta del Municipio de Quilmes, Mayra Mendoza, impulsó el polémico proyecto mediante un decreto. Es decir, no fue debatido en el Concejo Deliberante, eludió una audiencia pública y omitió realizar una evaluación de impacto ambiental. Inmediatamente, el proyecto contó con la oposición de vecinos, especialistas e instituciones vinculadas a la conservación del patrimonio cultural y natural, por entender que impacta negativamente sobre el paisaje que da contexto histórico y natural al museo. Tal como lo afirmó el museólogo Carlos Fernández Balboa, un museo no es solo un edificio con objetos, sino también el espacio que lo contextualiza. La Asociación Profesional de Museólogos (AProdeMus) dirigió una nota a la intendenta reafirmando que “los Museos son espacios donde se realizan funciones sustantivas tales como la investigación, difusión, conservación, restauración, guarda y custodia del Patrimonio Cultural; actividades fundamentales en las que se respalda la proyección nacional de estas instituciones.”. Al mismo tiempo, señalaron que dichas actividades se verían afectadas por esta obra que precarizará aún más la situación de nuestros museos. El museo presenta carencias materiales o presupuestarias y humanas, ya que -entre su personal- no existen profesionales del patrimonio.Por su parte, la Fundación Azara propuso a las autoridades de Quilmes identificar un predio alternativo donde llevar adelante el mencionado parque acuático y, en contrapartida, declarar “Paisaje Protegido” el predio que contiene al Museo Histórico del Transporte y reparar los techos que presentan riesgo de derrumbe y, por consiguiente, de destrucción de los valiosos carruajes que alojan sus edificios. El museólogo Claudio Bertonatti ratificó que esas son las auténticas prioridades y no, un parque acuático que los desnaturalice. El 15 de diciembre los vecinos de Quilmes Oeste se auto-convocaron masivamente en el predio del museo para expresar su rechazo al proyecto. El conflicto no ha concluido.